# Berggasthaus Schäfler

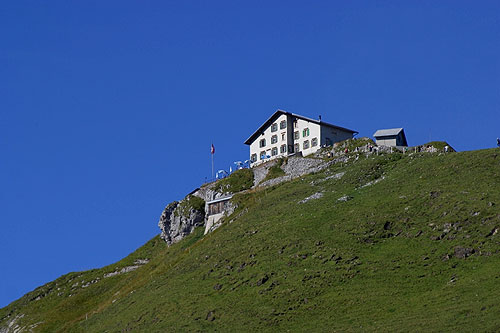
Das Gasthaus dominiert den Gipfel des Schäflers.

Das Berggasthaus Schäfler ist ein Gasthaus auf dem gleichnamigen Gipfel Schäfler im Schweizer Alpstein-Gebirge.
Der Schäfler liegt im Schweizer Kanton Appenzell Innerrhoden im Bezirk Schwende-Rüte. Das Berggasthaus befindet sich in der unmittelbaren Nähe des Gipfels in einer Höhe von 1920 Metern und dominiert den Gipfel des Berges. Das Gasthaus bildet Gelegenheit zum Zwischenhalt auf dem Weg von der Ebenalp zum Säntis-Gipfel. Man erreicht es auf einem Bergwanderweg von der Bergstation der Luftseilbahn Wasserauen–Ebenalp. Dieser führt durch die Höhle des Wildkirchli. Das Gasthaus kann auch durch einen Bergwanderweg vom Seealpsee erreicht werden.
Im Berggasthaus Schäfler kann übernachtet werden. Neben Einzel- und Doppelzimmern bietet die Herberge ein Lager mit 74 Schlafstellen in Stockbetten an. Das Berggasthaus wurde in den Jahren 1913 und 1914 von Franz Dörig errichtet. Alles Material, sowohl Lebensmittel und Getränke mussten mit Maultieren auf den Gipfel des Berges transportiert werden. Im Jahr 1969 wurde eine Transportseilbahn von Lehmen aus in Betrieb genommen. Seit 1972 verfügt das Berggasthaus über elektrischen Strom, erzeugt durch Diesel-Notstromaggregate. 2023 wurde das Haus an das öffentliche Stromnetz angeschlossen.